# Jaid Barrymore
Jaid Barrymore (nacida como Ildikó Jaid Makó; 8 de mayo de 1946) es una actriz estadounidense de origen húngaro.

## Biografía
Ildikó Jaid Makó nació en Brannenburg, Baviera, el 8 de mayo de 1946, siendo hija de padres húngaros que se habían desplazado en un campo de aliados en las afueras de Múnich. Después se mudó a Estados Unidos, donde conoció al actor John Drew Barrymore durante la década de 1970, con quién se casó en 1971. La pareja tuvo una hija, la actriz Drew Barrymore. En 1984, la pareja se divorció.
Jaid Barrymore empezó a trabajar en la industria cinematográfica durante la década de 1980, algunas veces hacía apariciones juntó con su hija, Drew, sin embargo, Jaid nunca logró gran popularidad. Sin embargo, en septiembre de 1995 causó sensación cuando apareció en la revista Playboy, 8 meses después, su hija también apareció en la portada.